# رپاگلینید
رپاگلینید (انگلیسی: Repaglinide) یک داروی ضد دیابت در دسته داروهایی است که به عنوان مگلیتینید شناخته می‌شوند. رپاگلینید دارویی است که علاوه بر رژیم غذایی و ورزش برای کنترل قند خون در دیابت نوع ۲ استفاده می‌شود. مکانیسم اثر رپاگلینید شامل ترویج ترشح انسولین از سلول‌های جزایر β پانکراس است.  مانند سایر داروهای ضد دیابت، یکی از عوارض جانبی اصلی نگرانی هیپوگلیسمی است.
رپاگلینید یک داروی خوراکی است که علاوه بر رژیم غذایی و ورزش برای کنترل قند خون در دیابت نوع 2 استفاده می شود